# 大灰伏翼
大灰伏翼（学名：Hypsugo mordax）也称灰白油蝠，一种分布于印度尼西亚爪哇地区的蝙蝠，隶属于蝙蝠科高级伏翼属。
本种与茶褐伏翼（Hypsugo affinis）近似，本种在中国的记录实际上可能是茶褐伏翼。但是最新发表的《中国兽类名录（2021版）》仍记录了本种。

## 形态特征
大灰伏翼前臂长40～42毫米。背部锈棕色，毛尖较淡。腹部黑棕色，毛尖淡棕色。肛区淡棕黄色。翼膜附着于趾基。